# Bock Leroy
Bock Leroy is een Belgisch tafelbier van lage gisting.
Het bier wordt gebrouwen in Brouwerij Het Sas te Boezinge.
Het is een blond bier met een alcoholpercentage van 1,8%.

## Etiketbier
Bock Leroy is het moederbier van tafelbier Bock, "levend gezinsbier" van drankcentrale Nevejan. Het bier heeft een ander etiket dan Bock Leroy.